# 흡혈되새
흡혈되새(학명: Geospiza septentrionalis)는 갈라파고스 제도에 서식하는 풍금조과 갈라파고스되새속의 새이다. 이 새는 울프섬과 다윈섬의 고유종인 쇠부리갈라파고스되새의 매우 독특한 아종으로 여겨졌다. 국제 조류학자 연합은 두 종이 밀접한 관련이 없다는 강력한 유전적 증거와 형태학적, 노래의 차이에 근거하여 두 종을 분리하였다. 다른 분류학자들은 여전히 동일종으로 간주하고 있다.

## 설명
흡혈되새는 같은 속의 전형적인 성적 이형성을 보이며, 수컷은 주로 검은색이고 암컷은 갈색 줄무늬가 있는 회색을 띤다. 울프섬에서는 경쾌한 노래를, 다윈섬에서는 윙윙거리는 노래를 부르며, 두 섬에서 모두 휘파람을 불지만 울프섬에서만 길게 윙윙거리는 울음소리를 낸다.

## 생태
이 새는 특이한 식성으로 잘 알려져 있다. 흡혈되새는 대체할 수 있는 먹이가 부족할 때 다른 새들, 주로 나스카얼가니새와 푸른발얼가니새의 피를 마시는데, 피가 뽑힐 때까지 날카로운 부리로 피부를 쫀다. 이상하게도 얼가니새들은 이것에 대해 별다른 저항을 하지 않는다. 이 행동은 되새가 얼가니새의 깃털에서 기생충을 먹기 위해 사용했던 쪼는 행위에서 진화하였다는 학설이 있다. 알을 먹는 습성 또한 있는데, 낳은 지 얼마 안된 알을 훔쳐서 부리를 주축으로 다리로 밀어 알이 깨질 때까지 바위에 굴린 뒤에 먹는다. 마지막으로 구아노와 다른 포식자가 먹다 남은 생선을 먹기도 한다.
보통의 새들에게는 일반적이지만 되새 사이에는 여전히 드문 습성으로 울프섬의 흡혈되새는 갈라파고스가시배의 꽃에서 꽃꿀을 채취하기도 하는데, 이러한 독특한 식성은 이 새들의 고향 섬에 민물이 부족하기 때문이다. 그럼에도 주된 먹이는 다른 동족과 마찬가지로 씨앗과 무척추동물로 이루어져 있다.

## 보존
흡혈되새는 매우 제한된 분포와 서식지 내 침입종의 영향으로 인해 국제 자연 보전 연맹에서 취약종으로 분류하고 있다.